# Hotellneset
Hotellneset er en odde der ligger 1-2 km fra Longyearbyen på Svalbard i Norge, mod Adventfjorden og Isfjorden. På Hotellneset ligger Svalbard Lufthavn, Longyear og en havn til udskibning af kul fra minedriften på Svalbard.
Hotellneset har gode vejforbindelser til Longyearbyen, og et fyrtårn er placeret ved kysten af Adventfjorden. Det er også en vej helt op til det overliggende Platåberget, hvor Kongsberg Satellite Services har sin satellit-station, Svalbard Satellitstation.